# Vårdsbergs församling
Vårdsbergs församling var en församling i Linköpings stift inom Svenska kyrkan i Linköpings kommun i Östergötlands län. Församlingen uppgick 2009 i Åkerbo församling.
Församlingskyrka var Vårdsbergs kyrka.
Folkmängd 2006 var 2 027 invånare.

## Administrativ historik
Församlingen har medeltida ursprung.
Församlingen utgjorde till 1555 ett eget pastorat, för att därefter till 1581 vara moderförsamling i pastoratet Vårdsberg och Askeby för att från 1581 till 1 maj 1925 åter utgöra ett eget pastorat. Från 1 maj 1925 till 1962 var församlingen  annexförsamling i pastoratet Landeryd och Vårdsberg. Från 1962 till 1978 var församlingen annexförsamling i pastoratet Bankekind, Askeby, Örtomta och Vårdsberg. Från 1978 var församlingen annexförsamling i pastoratet Rystad, Östra Harg, Törnevalla, Östra Skrukeby, Lillkyrka, Gistad och Vårdsberg. Från 2006 var sedan församlingen annexförsamling i Åkerbo pastorat. Församlingen uppgick 2009 i Åkerbo församling.
Församlingskod var 058032.

## Kyrkoherdar
Lista över kyrkoherdar i Vårdsbergs församling. Prästbostaden låg vid Vårdsbergs kyrka.
| Ämbetstid | Namn                              | Levnadstid | Kommentar                                                                                             |
| --------- | --------------------------------- | ---------- | --- |
| 1369–1386 | Karolus                           |            | |
| 1401–1407 | Pether                            |            | |
| 1429      | Olaus Wastonis                    |            | Senare kyrkoherde i Vists församling.                                                                 |
| 1436      | Laurentius Henrici                |            | Curatus.                                                                                              |
| 1477      | Johannes Steuchius                |            | Canonici i Linköping.                                                                                 |
| 1477–1484 | Nicolaus Olavi Jung               | –1484      | |
| 1485      | Magnus Hemmingi (Calmariensis)    |            | Curatus.                                                                                              |
| 1515      | Matthias                          |            | Curatus.                                                                                              |
| 1521–1525 | Thorstanus Petri                  | –1532      | Curatus. Senare munk vid Vadstena kloster.                                                            |
| 1527–1555 | Nicolaus Arvidi                   |            | Curatus.                                                                                              |
| 1566      | Olavus Caroli                     | –1566      | |
| 1567–1568 | Nicolaus Torkilli (Högbyensis)    | –1568      | |
| 1569–1581 | Olavus Caroli                     | –1581      | |
| 1581–1605 | Nicolaus Johannis Bjugg           | –1605      | |
| 1605–1612 | Ragvaldus Clementis               | –1612      | |
| 1613–1617 | Laurentius Petri Franc            | –1617      | |
| 1618-1639 | Petrus Bjugg                      | 1587-1656  | Kontraktsprost. Senare kyrkoherde i S:t Laurentii församling, Söderköping och biskop i Viborgs stift. |
| 1639-1653 | Johannes Andreæ Slakovius         | 1589-1653  | |
| 1655–1670 | Samuel Enander                    |            | Biskop i Linköpings stift.                                                                            |
| 1671–1678 | Johannes Terserus (Jöns Elofzson) |            | Biskop i Linköpings stift.                                                                            |
| 1678–1681 | Olov Svebilius                    |            | Biskop i Linköpings stift.                                                                            |
| 1681–1691 | Magnus Johannis Pontin            |            | Biskop i Linköpings stift.                                                                            |
| 1692–1711 | Haquin Spegel                     |            | Biskop i Linköpings stift.                                                                            |
| 1711–1716 | Jacob Lang                        |            | Biskop i Linköpings stift.                                                                            |
| 1716–1729 | Torsten Rudeen                    |            | Biskop i Linköpings stift.                                                                            |
| 1730      | Jöns Steuchius                    |            | Biskop i Linköpings stift.                                                                            |
| 1731–1742 | Erik Benzelius d.y.               |            | Biskop i Linköpings stift.                                                                            |
| 1743–1761 | Andreas Olavi Rhyzelius           |            | Biskop i Linköpings stift.                                                                            |
| 1761–1780 | Petrus Filenius                   |            | Biskop i Linköpings stift.                                                                            |
| 1780–1786 | Uno von Troil                     |            | Biskop i Linköpings stift.                                                                            |
| 1786–1805 | Jacob Axelsson Lindblom           |            | Biskop i Linköpings stift.                                                                            |
| 1805–1808 | Magnus Lehnberg                   |            | Biskop i Linköpings stift.                                                                            |
| 1809–1819 | Carl von Rosenstein               |            | Biskop i Linköpings stift.                                                                            |
| 1819–1833 | Marcus Wallenberg                 |            | Biskop i Linköpings stift.                                                                            |
| 1833–1861 | Johan Jacob Hedrén                |            | Biskop i Linköpings stift.                                                                            |
| 1861–1884 | Ebbe Gustaf Bring                 |            | Biskop i Linköpings stift.                                                                            |
| 1887–1923 | Viktor Glimborg                   | 1856–1923  | |

### Komministrar
Lista över komministrar i Vårdsbergs församling. Tjänsten drogs in 1 maj 1872.
| Ämbetstid | Namn                    | Levnadstid | Kommentar                                     |
| --------- | ----------------------- | ---------- | --------------------------------------------- |
| 1600–1606 | Johannes Banck          | 1571–1626  | Senare kyrkoherde i Furingstads församling.   |
| 1606–1618 | Nicolaus Svenonis       |            |                                               |
| 1632–1642 | Petrus Argillander      | –1653      | Senare kyrkoherde i Örtomta församling.       |
| 1642–1648 | Magnus Petri Wamalius   | 1599–1670  | Senare kyrkoherde i Sunds församling.         |
| 1646–1655 | Olavus Grotte           | 1618–1684  | Senare kyrkoherde i Konungsunds församling.   |
| 1655–1673 | Sveno Laurentii Bruzæus | 1622–1701  |                                               |
| 1673–1674 | Joannes Ankerman        | 1636–1692  | Senare kyrkoherde i Ljungs församling.        |
| 1674–1694 | Sveno Laurentii Bruzæus | 1622–1701  |                                               |
| 1696–1697 | Fredricus Chourling     | 1659–1708  | Senare komminister i Vånga församling.        |
| 1697–1711 | Petrus Lundberg         | 1669–1721  | Senare kyrkoherde i Ljungs församling.        |
| 1711–1728 | Zacharias Wimermark     | 1682–1735  | Senare kyrkoherde i Furingstads församling.   |
| 1728–1733 | Magnus Carlström        | 1692–1733  |                                               |
| 1735–1741 | Anders Hagström         | 1700–1778  | Senare kyrkoherde i Åsbo församling.          |
| 1743–1756 | Johannes Lindstedt      | 1703–1773  | Senare kyrkoherde i Västerlösa församling.    |
| 1756–1782 | Lars Törner             | 1725–1807  | Senare kyrkoherde i Varvs församling.         |
| 1783–1794 | Daniel Engstrand        | 1744–1807  | Senare kyrkoherde i Hagebyhöga församling.    |
| 1795–1813 | Johan Hallendorff       | 1758–1813  |                                               |
| 1813–1825 | Anders Israel Rosinius  | 1774–1825  |                                               |
| 1825–1831 | Eric Aronson            | 1782–1831  |                                               |
| 1831–1844 | Carl Adolf Enelius      | 1792–1887  | Senare kyrkoherde i Åtvids församling.        |
| 1844–1858 | Zacharias Gistedt       | 1801–1858  |                                               |
| 1858–1872 | Johan Julius Lövendal   |            | Senare kyrkoherde i Västra Stenby församling. |

## Klockare och organister[5]
| Ämbetstid             | Namn                       | Levnadstid | Kommentar             |
| --------------------- | -------------------------- | ---------- | --------------------- |
| 1689                  | Peter                      |            | Klockare              |
| 1669–1691             | Håkan                      |            | Organist              |
| 1701                  | Lars Larsson               |            | Klockare och organist |
| 1701–1748             | Olof Arvidsson             | 1679–1748  | Klockare              |
| 1725                  | Peter Norelius             |            | Organist              |
| 1730-talet-1740-talet | Anders Sundelius           |            | Organist              |
| 1748–1763             | Nils Nilsson               | 1723–1770  | Klockare och organist |
| 1763–1789             | Benjamin Månsson Wålander  | 1724–1809  | Klockare och organist |
| –1840                 | PerWa ernelius             | 1764–1840  | Klockare och organist |
| 1831–1835             | Samuel Ringqvist           |            | Medhjälpare           |
| 1835                  | Per Magnus Scherman        |            | Klockare och organist |
| 1841–1891             | Olof Åström                | 1818–      | Klockare och organist |
| 1898–1918             | Anders Fredrik Fredriksson | 1844–1918  | Klockare och organist |
| 1918–1942             | Julius Fredriksson         | 1882–      | Klockare och organist |
| 1943–1977             | Gösta Fall                 | –1989      | Klockare och organist |